# Gakulnagar
Gakulnagar es una ciudad censal situada en el distrito de Tripura occidental en el estado de Tripura (India). Su población es de 11369 habitantes (2011). 

## Demografía
Según el censo de 2011 la población de Gakulnagar era de 11369 habitantes, de los cuales 6202 eran hombres y 5167 eran mujeres. Gakulnagar tiene una tasa media de alfabetización del 86,33%, inferior a la media estatal del 87,22%: la alfabetización masculina es del 90,31%, y la alfabetización femenina del 81,53%.